# Африканские лопастные черепахи
 это статья о роде Cyclanorbis, африканскими лопастными черепахами называют также род Cycloderma
Африканские лопастные черепахи (лат. Cyclanorbis) — род черепах из семейства трёхкоготных черепах.

## Описание
Довольно крупные водные черепахи с длиной карапакса до 60 см. Краевые окостенения в карапаксе отсутствуют. В передней части пластрона располагаются несколько (четыре и более) грубых костных утолщений, выступающих над костными пластинками и скрытых в слое кожи. Эти бугры не всегда хорошо заметны и лучше выражены у старых особей. В задней части пластрона имеют подвижные хрящевые клапаны, способные прикрывать втянутые задние ноги. Окостенение пластрона у всех лопастных черепах (подсемейство Cyclanorbinae) выражено лучше, чем у Trionychinae. Лапы имеют хорошо развитые перепонки.
Распространены в Центральной Африке.
Обитают в озёрах и прочих крупных пресных водоемах. Животноядны.

## Классификация
Род включает два вида:
- Африканская лопастная черепаха[1] (Cyclanorbis elegans)
- Сенегальская лопастная черепаха[1] (Cyclanorbis senegalensis)

## Охранный статус
В «Красных списках угрожаемых видов» (IUCN Red List of Threatened Animals) оба вида находятся в категории видов, близких к уязвимому положению. Употребляются в пищу местным населением.